# Promachus calorificus
Promachus calorificus är en tvåvingeart som först beskrevs av Walker 1859.  Promachus calorificus ingår i släktet Promachus och familjen rovflugor. Inga underarter finns listade i Catalogue of Life.